# Alex Antetokounmpo
Alexandros Emeka «Alex» Antetokounmpo (en griego: Αλέξανδρος Αντετοκούνμπο; Atenas, 26 de agosto de 2001) es un baloncestista griego que pertenece a la plantilla del Aris BC de la A1 Ethniki griega. Con 2,03 metros de estatura, juega en la posición de alero.
Sus hermanos mayores, Thanasis (n. 1992), Giannis (n. 1994) y Kostas (n. 1997) también son jugadores profesionales de baloncesto.

## Trayectoria deportiva

### High school
Antetokounmpo jugó al baloncesto en el instituto Dominican High School en Whitefish Bay (Wisconsin), durante 4 años. Durante su año freshman creció 12,7 centímetros hasta los 2,03 m (6′ 8″) de su año sophomore. Ya como sénior fue dos veces "all-state" promediando 20 puntos y 7 rebotes por partido. Al terminar el instituto, recibió varias ofertas de universidades como DePaul, Ohio y Universidad de Wisconsin-Green Bay. Pero, el 9 de mayo de 2020, Alex anunció su deseo de jugar en Europa tras graduarse en el instituto, en vez de jugar al baloncesto en las universidades estadounidenses, a pesar de tener buena aceptación por la mayoría de los ojeadores.

### Profesional
Finalmente, el 22 de junio de 2020, Alex firma un contrato de tres años con el UCAM Murcia de la Liga ACB española. El 18 de octubre debuta con el equipo filial, el UCAM Murcia B, en la Liga EBA, anotando 28 puntos ante SCD Carolinas.
El 15 de abril de 2021, debuta en Liga Endesa en un encuentro que acabaría con victoria por 55 a 84 frente al Real Betis Baloncesto. Alex jugaría 1 minuto y 59 segundos de encuentro.
El 16 de octubre de 2021, firma un contrato con los Raptors 905 de la NBA G League.
En febrero de 2022, durante el fin de semana del All-Star Game, participará con sus hermanos Giannis y Thanasis en el Taco Bell Skills Challenge.
El 25 de julio de 2022, firma con los Wisconsin Herd, de la G League, filial de los Bucks.
El 1 de septiembre de 2023, firma contrato con Milwaukee Bucks, pero es cortado al día siguiente, regresando, el 30 de octubre, a los Herd.
El 8 de febrero de 2024 es cortado tras casi dos temporadas completas en Wisconsin. Y el 13 de febrero firmó con el BC Mažeikiai de la LKL lituana.
En agosto de 2024 fichó por el KK Podgorica de la Prva A Liga montenegrina y la ABA Liga 2.
El 22 de octubre de 2024 fichó por el PAOK BC de la A1 Ethniki griega.
El 15 de agosto firmó por un año con el Aris BC, también de la A1 Ethniki griega.

## Vida personal
Antetokounmpo nació en Sepolia, un barrio de Atenas, Grecia. Sus padres, Veronica y Charles Antetokounmpo, emigraron de Nigeria, y tenían una situación económica complicada, en la que luchaban por llegar a fin de mes. Comenzó a jugar a baloncesto a los nueve años al ver jugar a sus hermanos mayores, Giannis, Thanasis y Kostas. En sexto grado, la familia de Alex se mudó a Milwaukee (Estados Unidos), donde su hermano Giannis jugaba su primer año de rookie con los Milwaukee Bucks de la NBA. Asistió al instituto St. Monica School en Whitefish Bay (Wisconsin) sin saber hablar inglés.